# Xynobius quequensis
Xynobius quequensis är en stekelart som först beskrevs av Fischer 1983.  Xynobius quequensis ingår i släktet Xynobius och familjen bracksteklar. Inga underarter finns listade i Catalogue of Life.